# Meryta mauruensis
Meryta mauruensis är en araliaväxtart som beskrevs av Nadeaud. Meryta mauruensis ingår i släktet Meryta och familjen Araliaceae. Inga underarter finns listade.